# Zwieselhøgda
Zwieselhøgda är ett berg i Antarktis. Det ligger i Östantarktis. Norge gör anspråk på området. Toppen på Zwieselhøgda är 2 947 meter över havet. Zwieselhøgda ingår i Pieck Range.
Terrängen runt Zwieselhøgda är varierad. Zwieselhøgda är den högsta punkten i trakten. Trakten är obefolkad. Det finns inga samhällen i närheten. 